# Дечја уметност
Дечји цртеж је особен, карактеристичан цртеж који одражава дечје схватање света. У цртеже дете пројектује своје емоције, потребе, жеље, конфликте, намере и очекивања, тако да дечји цртежи служе као добро дијагностичко и терапеутско средство.
Карактеристике дечјег цртежа су недостатак перспективе, транспарентност(провидност), стилизованост(објекти су често представљени шематски, многи детаљи су изостављени), наративност(цртеж служи како би дете испричало причу).
Дечји цртеж произилази из потребе детета да нацрта оно што о предметима зна, а не оно што види. У њих уграђује своје потребе, жеље, намере, своја осећања и очекивања.